# Ambassade d'Algérie en Croatie
L'ambassade d'Algérie en Croatie est la représentation diplomatique de la République algérienne auprès de la république Croatie. Elle est située à Zagreb, la capitale du pays.